# Fuerzas Armadas de Bangladés
Las Fuerzas Armadas de Bangladés consta de los tres servicios militares uniformados de Bangladés: el Ejército de tierra de Bangladés, la Armada de Bangladés y la Fuerza Aérea de Bangladés. Las fuerzas armadas están bajo la jurisdicción del Ministerio de Defensa. La Guardia Fronteriza de Bangladés (antes Rifles de Bangladés) y la Guardia Costera de Bangladés están bajo la jurisdicción del Ministerio del Interior durante tiempos de paz, pero durante la guerra están bajo el mando del Ejército de Bangladés y la Armada de Bangladés, respectivamente.

## Historia
La historia militar de Bangladés está entrelazada con la historia de una región más grande, que incluye lo que hoy es India, Pakistán, Nepal, Bután y Myanmar. Históricamente, el país fue parte de Bengala, una de las principales potencias medievales del sur y el sudeste de Asia.

## Implementaciones Actuales
Bangladesh siempre ha realizado importantes contribuciones a las operaciones de mantenimiento de la paz de las Naciones Unidas. En mayo de 2007, Bangladesh tenía importantes despliegues en la República Democrática del Congo, Liberia, Líbano, Sudán, Timor Oriental y Costa de Marfil. Con 10.736 soldados desplegados, ocupa el primer lugar en contribuciones de personal al mantenimiento de la paz de la ONU. El gobierno se negó a participar en Irak a petición de Estados Unidos. El despliegue a Liberia comenzó en octubre de 2003 y se ha mantenido en un nivel de alrededor de 3200 que participan en el mantenimiento de la paz, actividades de beneficencia y desarrollo de infraestructura.

## Entrenamiento
Los oficiales reciben capacitación y educación durante tres años en la Academia Militar de Bangladés en Bhatiary, la Academia Naval de Bangladés en Patenga, ambas ubicadas en Chittagong y la Academia de la Fuerza Aérea de Bangladés ubicada en Jessore. Para recibir entrenamiento avanzado durante su carrera, los oficiales son enviados a la Escuela de Comando y Estado Mayor de los Servicios de Defensa de Bangladés en Mirpur, mientras que los oficiales superiores asisten al Curso de Guerra de la Universidad de Defensa Nacional para las Fuerzas Armadas. Muchos asisten al Instituto Militar de Ciencia y Tecnología mientras sirven. Los oficiales del Cuerpo Médico del Ejército se reclutan después de graduarse de las facultades de medicina civil o militar. Reciben entrenamiento militar básico en la Academia Militar de Bangladés, seguido de entrenamiento profesional en el centro del cuerpo médico y el Instituto Médico de las Fuerzas Armadas. Recientemente, los cadetes de la Facultad de Medicina de las Fuerzas Armadas también comenzaron a unirse directamente a los servicios.